# Concilio de Constanza
El Concilio de Constanza fue un concilio ecuménico de la  Iglesia católica, convocado el 30 de octubre de 1413 por Segismundo de Luxemburgo, emperador germánico, y el antipapa Juan XXIII. La reunión se llevó a cabo del 5 de noviembre de 1414 hasta el 22 de abril de 1418 en la ciudad imperial de Constanza. Sus principales objetivos fueron acabar con el Gran Cisma de Occidente y estudiar la reforma de la Iglesia, aunque se tomaron otras decisiones, como la condena de Jan Huss. Hay que destacar que en este concilio España queda definida por primera vez bajo la designación de nación (Natio Hispanica).

## Contexto histórico
La duda sobre la validez de la elección del papa Urbano VI, llevada a cabo bajo la presión del pueblo romano, el 8 de abril de 1378 y el carácter fuerte del pontífice hizo que varios cardenales se pusieran en su contra. Una parte de ellos declaró ilegítima la elección de Urbano y reunieron un nuevo cónclave en Fondi, el 20 de septiembre del mismo año, en el que eligieron al cardenal Roberto de Ginebra como nuevo papa, quien tomó el nombre de Clemente VII (pasará a la historia como antipapa). Ante la negativa de Urbano VI de renunciar al solio pontificio, Clemente estableció su residencia en Aviñón. El hecho causó la división de la cristiandad en dos obediencias papales y alimentó la doctrina del conciliarismo, desarrollada por teólogos como Guillermo de Ockam y Marsilio de Padua, que planteaban que un concilio ecuménico podía juzgar y deponer a un papa.

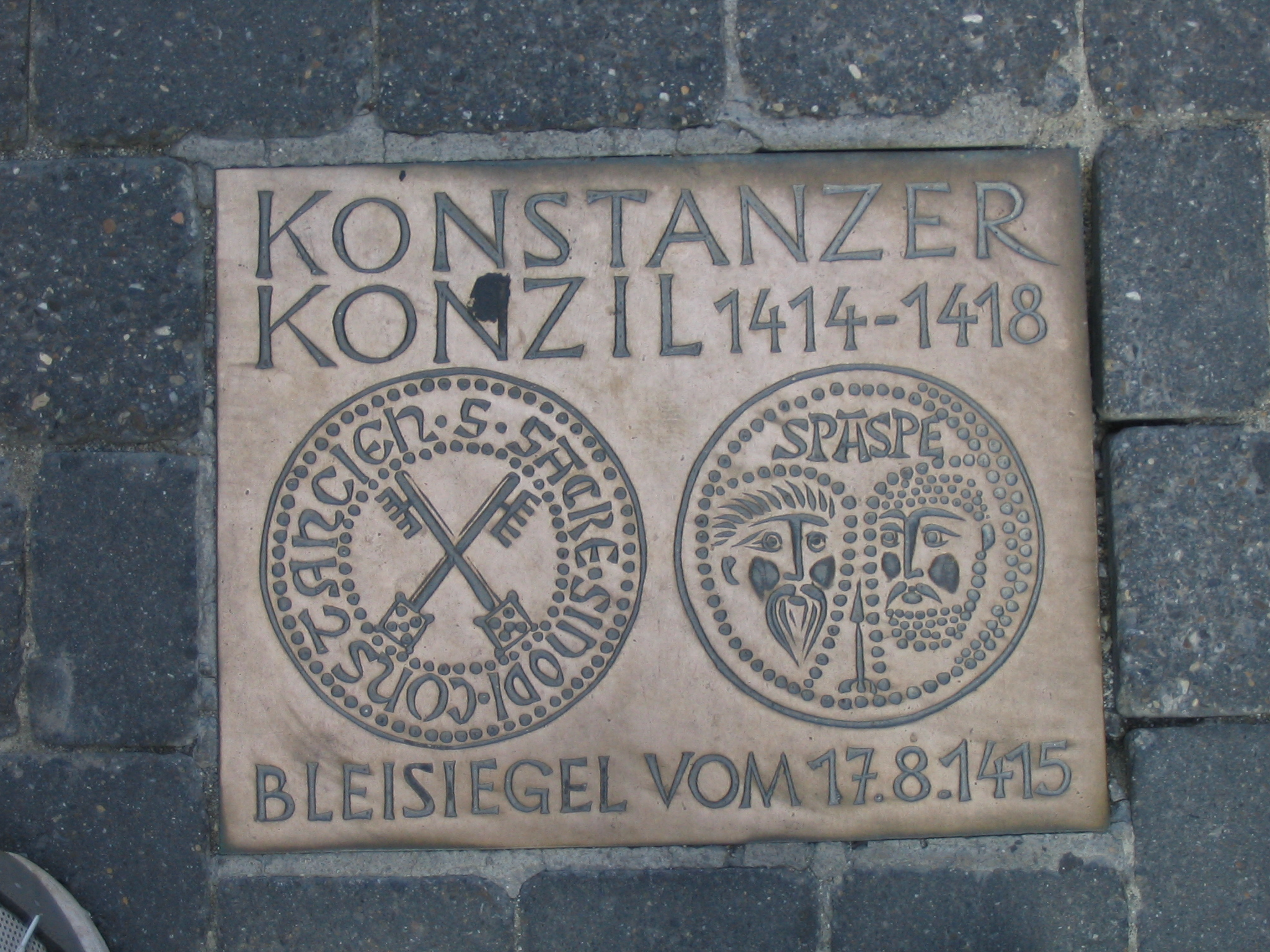
Placa que conmemora el Concilio de Constanza.

Basándose en esta doctrina, un grupo de cardenales, obedientes tanto a Roma como a Aviñón, decidió reunir un concilio en Pisa en 1409. En él depusieron a los dos papas y se dio paso a la elección de un nuevo sucesor de san Pedro. En el cónclave tenido luego del concilio, eligieron a Alejandro V. Lo que pretendió ser la solución al problema, en verdad lo complicó, puesto que se pasó de una Iglesia bicéfala a una Iglesia tricéfala.
El papa de Pisa, Alejandro V, murió al año siguiente de ser elegido. Inmediatamente le sucedió Juan XXIII, dando muestra de que los pisanos no darían marcha atrás a sus pretensiones. De frente a la imposibilidad de reconciliación, la teoría conciliarista continuaba siendo la alternativa. El emperador Segismundo de Luxemburgo convocó el concilio de Constanza para el día de Todos los Santos de 1414. Luego de Segismundo, el antipapa Juan XXIII confirmó la convocatoria.

## Participantes
Segismundo llegó en la Nochebuena de 1414 y ejerció una profunda y continua influencia en el curso del concilio en su calidad de protector imperial de la iglesia. Una innovación en el concilio fue que en lugar de votar individualmente, los obispos votaron en bloques nacionales. El voto por naciones fue en gran medida iniciativa de los miembros ingleses, alemanes y franceses,pero durante febrero de 1415 se llevó a cabo y en adelante fue aceptada en la práctica, aunque nunca autorizada. por cualquier decreto formal del consejo. Las cuatro naciones consistían en Inglaterra, Francia, Italia y Alemania, con polacos, húngaros, daneses y escandinavos contados con los alemanes. Si bien los representantes italianos constituían la mitad de los asistentes, tenían la misma influencia que los ingleses, que enviaron veinte diputados y tres obispos. Los diputados españoles, inicialmente ausentes, se incorporaron al cabildo en la vigésima primera sesión, constituyendo a su llegada la quinta nación.

## Desarrollo del concilio
En el concilio de Constanza se desarrollaron en especial modo tres argumentos o causas: la causa de la unión, por la que se intentó poner fin al gran cisma; la causa de la fe, por la que se condenaban las doctrinas heréticas de Wycliff y Hus, entre otros; y la causa de la reforma de la Iglesia.

### Causa de la unión, fin del Cisma de Occidente
A la apertura del concilio, sólo los obispos que apoyaban a Juan XXIII estaban presentes. En línea con la doctrina conciliarista que habían adoptado en Pisa, el concilio declaró la primacía de su autoridad y en mayo de 1415 depuso a Juan XXIII, que había esperado de ellos la confirmación de sus títulos para el papado, pero se enemistó con el emperador y huyó por la noche. Fue capturado por la guardia imperial, hecho prisionero y, puesto que debía su nombramiento original a una autoridad conciliar, acató finalmente la decisión. En julio de ese mismo año, con la presencia ya de los cardenales de Gregorio XII, se reabrió el concilio, que aceptó la renuncia de Gregorio. La postura de este, que no había admitido la doctrina de que la autoridad conciliar estuviera por encima del Papa, sería finalmente confirmada por concilios posteriores.
Ante la situación, Benedicto XIII abandonó los planes de sumarse al concilio y huyó desde Aviñón a Peñíscola, en la costa valenciana. Tras largas negociaciones de Segismundo con el rey de Aragón, a la sazón monarca de esos territorios, se consiguió finalmente que una parte de los cardenales y obispos de Benedicto se incorporasen al concilio y votasen la destitución del mismo. Benedicto no abandonaría el castillo de Peñíscola hasta su muerte. Sin embargo, quizás en atención a su origen —Benedicto había nacido como Pedro Martínez de Luna en Illueca, Aragón— las coronas de Navarra y la escocesa lo reconocieron como Papa durante el resto de su vida. El Reino de Aragón mantendría durante años una posición poco clara, como medio de presión ante Roma, para proteger sus intereses en el sur de la península italiana.

#### Elección del papa
La elección de un nuevo papa se mostró en extremo compleja por las constantes presiones de los monarcas, que –preocupados por la presencia de Segismundo– buscaron también influir en la decisión. Se llegó a la resolución de que ninguno de los tres que habían ostentado el título de papa, hasta ese momento, podía ser elegido pontífice. Finalmente la elección el 11 de noviembre de 1417 del moderado cardenal Otón de Colonna como Martín V logró aplacar las tensiones. Con esta se dio fin al Gran Cisma de Occidente, tras casi cuarenta años de disputas.

### Causa de la fe
El concilio continuó también las obras del de Pisa en cuanto a las reformas de doctrina y teología sacramental. Los teólogos Jan Hus, John Wycliff y Jerónimo de Praga fueron condenados como herejes. Los restos de Wycliff, que llevaba ya varias décadas muerto, fueron exhumados y transportados a Constanza, donde fueron quemados. Jan Hus fue arrestado como hereje el 28 de noviembre de 1414, en ausencia del rey Segismundo que había garantizado su protección, y quemado el 6 de julio de 1415.     Jerónimo de Praga que acudió en su ayuda, también fue arrestado y quemado el 30 de mayo de 1416. La reacción no se hizo esperar en Bohemia, donde la revolución husita tendría la región en conflicto permanente hasta la guerra de los Treinta Años.

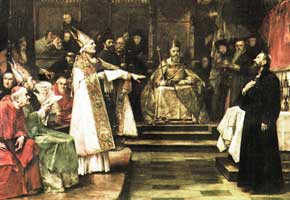
Hus en el concilio de Constanza.
Pintura al óleo de Václav Brožík.

En Constanza se debatió también la acusación, realizada por los caballeros Teutónicos, de que Polonia albergaba y defendía activamente a paganos. Los intereses de la orden, que desde la conversión al cristianismo de Jogaila de Lituania y su matrimonio con la reina Eduviges de Polonia había culminado con su ascensión al trono como Vladislao II de Polonia, había visto mermada su capacidad de acción, fueron desatendidos. El rector de la Universidad de Cracovia, Pawel Wlodkowic, un eminente jurista, defendió la teoría del derecho al autogobierno de todas las naciones, aun las paganas, que sería luego recogida y desarrollada en las obras de la escuela de Salamanca.[cita requerida]

### Causa de la reforma de la Iglesia
El decreto Haec Sancta, promulgado el 6 de abril de 1415, estableció la solidaridad colegial entre las decisiones conciliares y la autoridad papal, continuando la línea de reformas iniciada en Pisa. Sin embargo, y en parte debido a las medidas que debió tomar luego Martín V para restaurar la debilitada influencia del papado en Roma, se suspendió el plan, que debía incluir, entre otras cosas, concilios regulares convocados quinquenalmente.
En relación con el decreto Haec Sancta, que postulaba el conciliarismo, existe historiografía de la Iglesia que niega que dicho documento hubiera sido aprobado por el Concilio de Constanza. Esas fuentes sostienen que, en el momento de promulgarse el texto, el concilio se encontraba en una situación de acefalia, y sin autoridad. También se afirma que el papa Martín V, que se ocupó de aprobar los decretos del concilio, no aprobó sin embargo el documento en cuestión, por lo que no podría sostenerse que Haec Sancta formara parte del magisterio de este concilio ecuménico.
El decreto Frequens, del 9 de octubre de 1417, establecía que la celebración del concilio ecuménico debía darse con una frecuencia mayor, por lo que se programó un futuro concilio cinco años después del cierre del concilio de Constanza.
Entre otras cosas, el concilio fijó nuevas penas contra la simonía, así como la costumbre de dispensar de la obligación de toma de órdenes a las personas que disfrutaban de beneficios; abolió las exenciones fiscales, prohibió la acumulación de beneficios eclesiásticos y reformó ciertos aspectos de la vida clerical, el uso del hábito religioso y la tonsura.